# KlangBogen Wien
KlangBogen Wien è un festival musicale a cadenza annuale che offre un mese di musica fra opera concerti di musica classica in differenti sale della città di Vienna. 

## Programmazione
Il programma spazia fra l'opera barocca e quella contemporanea e fra la musica medievale e quella sperimentale del XXI secolo. Nel corso delle prime stagioni sono state rappresentate Don Quixote,  La bohème e Dialogues des Carmélites al Theater an der Wien, il nuovo teatro dell'opera viennese. Il festival si conclude con un concerto dell'Orchestra Filarmonica di Vienna nella Goldener Sall del Musikverein.